# Campeonato Uruguaio de Futebol de 1944 – Segunda Divisão
A Segunda Divisão Uruguaia de 1944, também conhecida como Segunda Divisão do Campeonato Uruguaio de 1944 ou oficialmente como Campeonato Uruguayo de Primera División "B" de 1944 ou simplesmente como Primera "B" de 1944, foi a terceira edição da segunda divisão profissional do futebol no Uruguai.
O Rampla Juniors, estreante na competição após rebaixamento da divisão de elite, sagrou-se campeão invicto da temporada e conquistou a única vaga disponível para a primeira divisão do Campeonato Uruguaio de 1945. A artilharia da temporada ficou para J. P. Funes, jogador do Danubio, que marcou 14 gols ao longo da competição.
Na parte de baixo da tabela, ao final da temporada, o Colón, que jogou o playoff contra o rebaixamento em 1943, acabou sendo rebaixado para a Divisional Intermedia, nome da terceira divisão do futebol uruguaio entre 1943 e 1971.

## Regulamento
O campeonato foi disputado no sistema de pontos corridos, de forma contínua, em turno e returno, sendo 7 (sete) jogos de ida e 7 (sete) jogos de volta, sagrando-se campeão o clube que acumular o maior número de pontos ganhos em toda a disputa. Além do título, o campeão garante acesso à primeira divisão do Campeonato Uruguaio de 1945. O último colocado na tabela ao final das 14 rodadas será rebaixado para a terceira divisão do Campeonato Uruguaio de 1945. O rebaixamento é automático, seguindo a classificação final por pontos.

## Participantes
| Clube          | Cidade     | Temporada(s) | Origem (método de qualificação) | Melhor campanha   |
| -------------- | ---------- | ------------ | ------------------------------- | ----------------- |
| Bella Vista    | Montevidéu | 3            | 4º da 2ª divisão de 1943        | 3º em 1942        |
| Cerro          | Montevidéu | 3            | 2º da 2ª divisão de 1943        | 2º em 1943        |
| Colón          | Montevidéu | 3            | 6º da 2ª divisão de 1943        | 6º em 1942 e 1943 |
| Danubio        | Montevidéu | 1            | Promovido da 3ª divisão de 1943 | Estreante         |
| Fénix          | Montevidéu | 2            | 7º da 2ª divisão de 1943        | 7º em 1943        |
| Progreso       | Montevidéu | 3            | 3º da 2ª divisão de 1943        | 2º em 1942        |
| Rampla Juniors | Montevidéu | 1            | Rebaixado da 1ª divisão de 1943 | Estreante         |
| San Carlos     | Montevidéu | 3            | 5º da 2ª divisão de 1943        | 5º em 1943        |

## Tabela
| Classificação | Classificação  | Pts. | J  | V  | E | D  | GP | GC | SG  | Resultado final             |
| ------------- | -------------- | ---- | -- | -- | - | -- | -- | -- | --- | --------------------------- |
| 1             | Rampla Juniors | 27   | 14 | 13 | 1 | 0  | 66 | 12 | 54  | Promovido para a 1ª divisão |
| 2             | Cerro          | 18   | 14 | 7  | 4 | 3  | 34 | 22 | 12  | Permanece na 2ª divisão     |
| 3             | Bella Vista    | 18   | 14 | 9  | 0 | 5  | 26 | 17 | 9   | Permanece na 2ª divisão     |
| 4             | Progreso       | 17   | 14 | 7  | 3 | 4  | 30 | 20 | 10  | Permanece na 2ª divisão     |
| 5             | Danubio        | 14   | 14 | 6  | 2 | 6  | 24 | 33 | −9  | Permanece na 2ª divisão     |
| 6             | Fénix          | 12   | 14 | 4  | 4 | 6  | 21 | 38 | −17 | Permanece na 2ª divisão     |
| 7             | San Carlos     | 4    | 14 | 1  | 2 | 11 | 14 | 43 | −29 | Permanece na 2ª divisão     |
| 8             | Colón          | 2    | 14 | 1  | 0 | 13 | 11 | 41 | −30 | Rebaixado para a 3ª divisão |

| Fonte: Segunda División Profesional (em castelhano) |

## Resumo da temporada
| Nome oficial do campeonato          | Campeonato Uruguaio da Primeira Divisão "B" de 1944 |
| Organizadora                        | Associação Uruguaia de Futebol (AUF)                |
| Patrocinador                        | —                                                   |
| Datas                               | ? — ?                                               |
| Campeão                             | Rampla Juniors                                      |
| Promovido para a 1ª divisão de 1945 | Rampla Juniors                                      |
| Rebaixado para a 3ª divisão de 1945 | Colón                                               |
| Artilheiro                          | J. P. Funes, do Danubio, com 14 gols                |